# Nguyễn Hải Trâm
Nguyễn Hải Trâm (sinh năm 1975) là nữ chính trị gia, kiểm sát viên Viện kiểm sát nhân dân tối cao người Việt Nam. Bà hiện giữ chức vụ Phó Bí thư thường trực Tỉnh ủy Đồng Tháp nhiệm kỳ 2020-2025.
Bà nguyên là Phó Bí thư thường trực Tỉnh ủy Tiền Giang nhiệm kỳ 2020-2025, Phó Viện trưởng thường trực Viện kiểm sát nhân dân tối cao, Vụ trưởng Vụ thực hành quyền công tố và kiểm sát điều tra án tham nhũng, chức vụ (Vụ 5), Viện kiểm sát nhân dân tối cao. Bà từng giữ chức vụ Viện trưởng Viện kiểm sát nhân dân tỉnh Bắc Ninh (2018-2019), Chánh Văn phòng Viện kiểm sát nhân dân tối cao Việt Nam (2016-2018).

## Tiểu sử
Ngày 16 tháng 12 năm 2013, Nguyễn Hải Trâm được chỉ định làm tổ viên Tổ Biên tập Nhóm Xây dựng Đảng của Ban Chỉ đạo tổng kết 30 năm đổi mới của Ban Nội chính Trung ương Đảng Cộng sản Việt Nam (theo Quyết định số 342-QĐ/BNCTW ngày 16-12-2013 của Trưởng Ban Nôi chính Trung ương Nguyễn Bá Thanh), lúc này bà đang giữ chức vụ Phó Vụ trưởng Vụ theo dõi, xử lý các vụ án Ban Nội chính Trung ương Đảng Cộng sản Việt Nam.
Từ ngày 4 tháng 8 năm 2016, Nguyễn Hải Trâm, Chuyên viên cao cấp, Phó Vụ trưởng Vụ theo dõi, xử lý các vụ án Ban Nội chính Trung ương Đảng Cộng sản Việt Nam, được Viện trưởng Viện kiểm sát nhân dân tối cao Việt Nam tiếp nhận và bổ nhiệm giữ chức vụ Chánh Văn phòng Viện kiểm sát nhân dân tối cao Việt Nam theo Quyết định số 18/QĐ-VKSTC ngày 04/8/2016.
Ngày 19 tháng 10 năm 2017, Nguyễn Hải Trâm, Chánh Văn phòng Viện kiểm sát nhân dân tối cao là một trong 12 người được bổ nhiệm chức danh Kiểm sát viên cao cấp trong quyết định bổ nhiệm Kiểm sát viên cao cấp đợt 1 năm 2017.
Từ ngày 1 tháng 2 năm 2018, Nguyễn Hải Trâm, Kiểm sát viên cao cấp, Chánh Văn phòng Viện kiểm sát nhân dân tối cao được điều động, bổ nhiệm giữ chức vụ Viện trưởng Viện kiểm sát nhân dân tỉnh Bắc Ninh (Quyết định số 23/QĐ-VKSTC ngày 30/01/2018).
Năm 2019, Nguyễn Hải Trâm là Tỉnh ủy viên, Bí thư Ban Cán sự Đảng Cộng sản Việt Nam Viện kiểm sát nhân dân tỉnh Bắc Ninh.
Từ ngày 1 tháng 4 năm 2019, Nguyễn Hải Trâm được điều động và bổ nhiệm giữ chức vụ Vụ trưởng Vụ thực hành quyền công tố và kiểm sát điều tra án tham nhũng, chức vụ (Vụ 5), Viện kiểm sát nhân dân tối cao theo Quyết định số 22/QĐ-VKSTC ngày 22/3/2019 của Viện trưởng VKSNDTC.
Ngày 12 tháng 2 năm 2020, kiểm sát viên cao cấp Nguyễn Hải Trâm được Chủ tịch nước Việt Nam Nguyễn Phú Trọng bổ nhiệm giữ chức danh Kiểm sát viên Viện kiểm sát nhân dân tối cao.
Kể từ ngày 5 tháng 6 năm 2020, Kiểm sát viên Viện kiểm sát nhân dân tối cao Nguyễn Hải Trâm, Vụ trưởng Vụ Thực hành quyền công tố và kiểm sát điều tra án tham nhũng, chức vụ, được bổ nhiệm giữ chức vụ Phó Viện trưởng Viện kiểm sát nhân dân tối cao.
Ngày 04 tháng 11 năm 2024, Ban Bí thư về việc điều động, bổ nhiệm bà Nguyễn Hải Trâm - Phó Viện trưởng thường trực Viện Kiểm sát nhân dân tối cao - giữ chức Phó Bí thư thường trực Tỉnh ủy Tiền Giang nhiệm kỳ 2020 - 2025.